# Bec de tenalles asiàtic
El bec de tenalles asiàtic (Anastomus oscitans) és un gran ocell camallarg de la família dels cicònids (Ciconiidae) que hom pot trobar en llacs, aiguamolls i camps negats, a terres baixes del Pakistan, l'Índia, Sri Lanka, Bangladesh, Myanmar, Tailàndia, Cambodja i sud del Vietnam.
És una cigonya relativament petita que fa uns 68 cm de llargària. De color general blanc a excepció de les plomes de vol, negres. Potes vermelles i bec gris, amb la forma característica del gènere Anastomus, amb les dues mandíbules corvades, que no fan contacte excepte en la punta.
Fa el niu prop de zones humides, amb trossos de fusta, on pon 2 – 6 ous.
S'alimenta de mol·luscs, granotes i grans insectes.